# ダナ・デラニー
ダナ・デラニー（デイナ・ディレィニィ、Dana Welles Delany, 1956年3月13日 - ）は、アメリカ合衆国の女優・声優。

## 来歴
ニューヨークでカトリック教徒のアイルランド系の家に生まれ、コネチカット州スタンフォードで育つ。
幼い頃にブロードウェイミュージカルなど多くの舞台を鑑賞し、感銘を受けたことで女優になることを決意。フィリップス・アカデミーとウェズリアン大学で演劇を学び、1978年に卒業、その後すぐに女優デビュー、ブロードウェイやオフ・ブロードウェイなどで舞台に立った。
1988年から1991年まで、ベトナム戦争下の戦地の病院を舞台に看護師や兵士の恋愛、人生模様を描いたABCのテレビドラマ『チャイナ・ビーチ』(China Beach)で主役の看護婦を演じ、エミー賞を2回受賞、ゴールデングローブ賞に2回ノミネートされている。
また、テレビアニメ『スーパーマン』でヒロインのロイス・レインや、『バットマン』で主人公ブルース・ウェインのかつての恋人、アンドレア・ボーモントを演じるなど声優としても活躍している。
2000年代はテレビドラマ『デスパレートな妻たち』でキャサリン・メイフェアを演じ、再び高い評価を受けた。また、『ボディ・オブ・プルーフ 死体の証言』で主人公ドクター・ミーガン・ハント役を演じたが、視聴率低迷により3シーズンで打ち切りとなった。
一方で、テレビドラマ『セックス・アンド・ザ・シティ』のヒロイン、キャリー・ブラッドショー役のオファーを断っている。同時期に出演していた映画で「性に過激な女性」というキャリーとよく似た役を演じていたためであった。

## 私生活
1990年代半ばから、強皮症研究財団のサポートを行っている。
2003年に医師に勧められるまま、ボトックス注射を額にするというプチ整形を受けたが、その注射で大きな血腫ができ、その部分の神経は死んでしまい、右目の位置が少し下がってしまった。ただし、整形手術を受けた事は否定しており、今後も受けるつもりはないとしている。
2011年4月、『ピープル』が選ぶ「最も美しい100人」に選ばれた。

## 主な出演作品

### 映画
| 公開年 | 邦題 原題                                                                  | 役名                           | 備考       |
| ------ | -------------------------------------------------------------------------- | ------------------------------ | ---------- |
| 1981   | 殺しのファンレター The Fan                                                 | レコード店の販売員             |            |
| 1985   | 陽気にやろう! Almost You                                                   | スーザン                       |            |
| 1986   | メジャーリーグへの道/片腕のヒーロー A Winner Never Quits                   | ノラ                           | テレビ映画 |
| 1986   | エメラルド・レジェンド/少年とイルカの愛の伝説 Where the River Runs Black   | シスター・アナ                 |            |
| 1988   | マスカレード/甘い罠 Masquerade                                             | アンネ・ブリスコー             |            |
| 1988   | テロリズムの夜/パティ・ハースト誘拐事件 Patty Hearst                       | ジェリナ                       |            |
| 1988   | パラドールにかかる月 Moon Over Parador                                     | ジェニー                       |            |
| 1992   | ライト・スリーパー Light Sleeper                                           | マリアン・ジョスト             |            |
| 1992   | ハウスシッター/結婚願望 Housesitter                                        | ベッキー・メトカーフ           |            |
| 1993   | サイコパス/9本指の死体 Donato and Daughter                                 | デナ・ドナート警部補           | テレビ映画 |
| 1993   | トゥームストーン Tombstone                                                 | ジョセフィン・マーカス         |            |
| 1994   | アメリカが沈むとき The Enemy Within                                        | ベッツィー・コーコラン         | テレビ映画 |
| 1995   | 青い体験 Live Nude Girls                                                   | ジル                           |            |
| 1996   | グース Fly Away Home                                                       | スーザン・バーンズ             |            |
| 1997   | ロード・トゥ・ヘブン True Women                                            | サラ                           | テレビ映画 |
| 1998   | デッドマンズ・カーブ Dead Man's Curve                                      | アシュリー博士                 |            |
| 1998   | 翼のない天使 Wide Awake                                                    | ミセス・ビール                 |            |
| 1998   | レスキュアーズ2/戦火に燃えた勇気 Rescuers: Stories of Courage: Two Couples | Johtje Vos                     | テレビ映画 |
| 1999   | レザレクション Resurrection                                                | クレア・ミラー                 | テレビ映画 |
| 1999   | 殺人警官 Sirens                                                            | サリー・ローリングス           | テレビ映画 |
| 2000   | ダブル・テンプテーション The Right Temptation                              | アンテア・ファロー＝スミス     |            |
| 2002   | スラム・ジャスティス Conviction                                            | マーサ                         | テレビ映画 |
| 2008   | ビューティフル・ライフ A Beautiful Life                                    | アン                           |            |
| 2009   | マルチ・サーカズム Multiple Sarcasms                                       | アニー                         |            |
| 2010   | キャンプ・ホープ Camp Hell                                                 | パトリシア                     |            |
| 2012   | フリーランサー NY捜査線 Freelancers                                        | リディア・ベッキオ（検事夫人） |            |

### テレビシリーズ
| 放映年    | 邦題 原題                                                  | 役名                         | 備考                                |
| --------- | ---------------------------------------------------------- | ---------------------------- | ----------------------------------- |
| 1981      | アズ・ザ・ワールド・ターンズ As the World Turns            |                              | エピソード                          |
| 1986-1987 | 私立探偵マグナム Magnum, P.I.                              |                              | エピソード                          |
| 1988-1919 | チャイナ・ビーチ China Beach                               | コリーン・マクマーフィー     | 61エピソード                        |
| 1993      | ワイルド・パームス Wild Palms                              | グレイス                     | ミニシリーズ                        |
| 2001-2002 | Pasadena                                                   | キャサリン・マカリスター     | 13エピソード                        |
| 2002-2003 | Presidio Med                                               | ブレナン博士                 | 14エピソード                        |
| 2004      | LAW & ORDER:性犯罪特捜班 Law & Order: Special Victims Unit | キャロライン・スペンサー     | 1エピソード                         |
| 2004      | ボストン・リーガル Boston Legal                            | サマンサ・フレミング         | 1エピソード                         |
| 2006      | Lの世界 The L Word                                         | バーバラ・グリシャム         | 1エピソード                         |
| 2006      | バトルスター・ギャラクティカ Battlestar Galactica          | Sesha Abinell                | 1エピソード                         |
| 2006-2007 | キッドナップ Kidnapped                                     | エリー・ケイン               | 13エピソード                        |
| 2007-2012 | デスパレートな妻たち Desperate Housewives                  | キャサリン・メイフェア       | 65エピソード                        |
| 2010      | キャッスル 〜ミステリー作家は事件がお好き Castle           | 特別捜査官ジョーダン・ショー | 2エピソード                         |
| 2011-2013 | ボディ・オブ・プルーフ 死体の証言 Body of Proof            | ミーガン・ハント             | 42エピソード                        |
| 2014-2017 | ハンド・オブ・ゴッド Hand of God                           | クリスタル・ハリス           |                                     |
| 2018      | BULL / ブル 法廷を操る男BULL                               | シルヴィア・バナー           | 1エピソード                         |
| 2022-     | タルサ・キング Tulsa King                                  | マーガレット                 | Paramount+オリジナルシリーズ メイン |

### テレビアニメ
- バットマン/マスク・オブ・ファンタズム Batman: Mask of the Phantasm (1993)
- スーパーマン Superman: The Animated Series (1996-2000)
- ジャスティス・リーグ Justice League (2001-2004)
- ザ・バットマン The Batman (2004-2008)
- バットマン:ブレイブ&ボールド Batman: The Brave and the Bold (2010)

## 注・出典
1. ↑  “Dana Delany -- Full Biography”. The New York Times.  オリジナルの2012年7月10日時点におけるアーカイブ。 2017年6月27日閲覧。
2. ↑  “Dana Delany: Dana-matrix”.   Movieline (1994年8月1日). 2010年10月8日閲覧。
3. ↑  “Dana Delany: Summary”.   tv.com. 2009年7月24日閲覧。
4. ↑  Monika Guttman (1988年7月5日). “A Walk on the 'Beach' for Dana Delany”. The Spokesman-Review 2009年7月28日閲覧。
5. ↑  “Notable Alumni”.   Wesleyan University (2009年). 2009年7月24日閲覧。
6. ↑  Kehr, Dave (2009年7月17日). “About This Person”. The New York Times 2009年10月14日閲覧。
7. ↑  “Awards for Dana Delany”.   Internet Movie Database (IMDb). 2017年6月27日閲覧。
8. ↑  “『ボディ・オブ・プルーフ』惜しくもシーズン3で番組終了”. 海外ドラマNAVI. (2020年7月19日) 2023年12月22日閲覧。
9. ↑  “Dana Delany: Actress 35”. People Magazine. (1991年7月18日) 2009年7月21日閲覧。
10. ↑  Maureen Paton (2008年10月16日). “Actress Dana Delany: 'I've tried hard all my life not to be a desperate housewife'”. London: dailymail.co.uk 2009年7月26日閲覧。
11. ↑  “Scleroderma Research Foundation”.   Scleroderma Research Foundation (2009年7月17日). 2007年12月26日時点のオリジナルよりアーカイブ。2009年10月14日閲覧。
12. ↑  “「デスパレートな妻たち」ダナ・デラニー、プチ整形の怖さを語る”. TVグルーヴ. (2010年10月8日)
13. ↑  “Dana Delany: Botox caused eye to droop”. USA Today. (2010年10月4日) 2010年10月6日閲覧. "Seven years ago ... My dermatologist ... injected my forehead, hit a nerve, and created a huge hematoma. The nerve has been dead ever since. It affected the muscle in my right eye, so my eye has started to droop a little bit." {{cite news}}: |date=の日付が不正です。 (説明)⚠
14. ↑  “Mature women named ‘Most Beautiful’ in 2011 list”.   Yahoo!. 2011年4月18日時点のオリジナルよりアーカイブ。2010年10月6日閲覧。